# Fuwa
Els Fuwa (anteriorment coneguts com a Friendlies) són les mascotes encarregades de representar els Jocs Olímpics d'estiu del 2008 celebrats a Pequín. Van ser presentats per la Societat Nacional Xinesa d'Estudis de Literatura Clàssica l'11 de novembre del 2005, exactament 1000 dies abans de l'inici dels Jocs Olímpics.
Els Fuwa són un grup de cinc mascotes, representant els cinc elements de la Naturalesa segons la filosofia tradicional xinesa: metall, fusta, aigua, foc i terra.
Els noms de les mascotes van ser elegits recordant noms d'un petit grup de nens amics entre ells: Beibei, Jingjing, Huanhuan, Yingying i Nini. Quan es pronuncien tots junts (repetint una sola vegada cada síl·laba) formen la frase "北京欢迎你 Běijīng huānyíng nǐ" que significa "Beijing et dona la benvinguda". Cadascuna de les mascotes també representa un dels Anells Olímpics.
S'han llançar diversos productes de marxandatge i una sèrie de dibuixos animats basada en aquestes mascotes.

## Mascotes
| Nom           | Beibei (贝贝) | Jingjing (晶晶) | Huanhuan (欢欢) | Yingying (迎迎) | Nini (妮妮) |
| Imatge        | | | | | |
| Gènere        | nena | nen | nen | nen | nena |
| Anell Olímpic | Blau | Negre | Vermell | Groc | Verd |
| Element       | Aigua | Metall | Foc | Terra | Fusta |
| Representació | Peix | Panda gegant | Flama olímpica | Antílop tibetà | Oreneta |
| Personalitat  | tendre, pur | honest, optimista | extravertit, entusiasta | animat, vivaç | innocent, joiós |
| Ideal         | prosperitat | felicitat | passió | salut | bona sort |
| Esports       | Esports aquàtics | Aixecament de pesos, judo, etc. | Esports de pilota | Atletisme | Gimnàstica |
| Inspiració    | Decoració típica de l'any nou Xines, pintures de peixos i flors de lotus                                                               | Panda gegant; Porcellanes de la dinastia Song | Dibuix de Foc de les Coves Mogao                                                                                            | Antílop tibetà, vestits ètnics del Tibet i Xinjiang | Oreneta estels que fan volar els nens |
| Notes         | En la cultura tradicional Xinesa, el peix representa prosperitat. El caràcter xinés (魚) es pronuncia igual que "abundància" (餘 / 余) | L'os Panda Gegant, és un símbol per la nació Xinesa i com a espècie en perill d'extinció és un símbol de la defensa del Medi Ambient. També pot representat la harmoniosa convivència entre homes i natura. | En Huanhuan representa la passió per l'esport, l'esperit Olímpic "`Citius, Altius, Fortius" (més ràpid, més alt, més fort). | L'Antílop Tibetà és una espècie en perill d'extinció i es endèmic de l'altiplà del Tibet. L'elecció d'aquest animal ha estat marcada per la controvèrsia, a causa de l'ocupació que la Xina manté en el Tibet. | L'Oreneta és un missatge que arriba la Primavera que representa la felicitat segons la cultura xinesa. També és símbol de bona sort. El caràcter xines per escriure Oreneta (燕) també està present en l'antic nom de la ciutat de Beijing: Yanjing (燕京). |